# Bataille de Famars
Première Coalition
Batailles
La bataille de Famars, dite également bataille de Valenciennes, se déroule près du village de Famars, dans les faubourgs de Valenciennes, pendant la guerre de la première coalition. Elle oppose les forces françaises du général Drouot de Lamarche et celles des coalisés (Autrichiens, Hanovriens et Britanniques) sous le commandement du prince de Cobourg.

La bataille de Famars ne doit pas être confondue avec la bataille de Raismes qui eut eu lieu du 6 au 8 mai 1793, et durant laquelle le général Dampierre est mortellement blessé. Voir les articles sur la bataille de Raismes et le siège de Valenciennes pour plus de détails.

## La bataille
Le 23 mai au petit matin, les troupes coalisées attaquèrent depuis Ypres et Orchies en quatre colonnes. Le front s'étendait sur 20 kilomètres de Hasnon (à l'ouest) à Famars (à l'est). 

Les combats sont d'abord très rudes à Hasnon, 13 km avant Valenciennes, qui résiste jusqu'en fin de journée.

La principale colonne coalisée se porte sur Valenciennes, le duc d'York et Albany ayant pour mission de prendre le camp de Famars. Il attaque le camp défendu par le général Lamarche par la droite. Dès le premier assaut, les redoutes de Famars sont prises par les coalisés. 

D'autres nombreux postes et redoutes défendaient Valenciennes dont ceux d'Anzin, La Fontenelle et Aulnoy qui, comme à Hasnon, résistent jusqu'en fin de journée, mais finissent aussi par céder. 

Jugeant que la position n'était plus tenable, le général Lamarche décide de replier son armée à Paillencourt sur la route de Cambrai, en laissant au général Becays Ferrand le soin de défendre Valenciennes avec 18 bataillons et divers détachements d'artillerie et de cavalerie.
Les pertes françaises dans cette journée sont de 3 000 hommes, tués, blessés ou prisonniers. Le général Le Comte est tué durant la bataille.

Après cette victoire, les troupes des coalisés assiégent Valenciennes qui capitule le 28 juillet 1793.